# Éric Piorkowska
Éric Piorkowska (ur. 29 marca 1987) – francuski rugbysta polskiego pochodzenia występujący na pozycji filara młyna; reprezentant Polski.

## Kariera klubowa
Piorkowska jako junior występował w drużynie Boxeland club l'islois z L’Isle-sur-la-Sorgue. W tym samym okresie trafił do reprezentacji Prowansji. Kolejnym zespołem Francuza polskiego pochodzenia było rywalizujące w Top 14 Castres Olympique. Piorkowska od 2004 roku występował w drużynach młodzieżowych, a później w tzw. Nadziejach (Espoirs, zespół do lat 23). Podczas pobytu w Castres grał również w reprezentacji regionu Midi-Pyrénées.
Jako reprezentant Polski, Piorkowska został zgłoszony do rozgrywek polskiej ekstraligi w sezonie 2009/2010 przez Orkana Sochaczew.
W 2010 roku Piorkowski trafił do występującego na poziomie Fédérale 1 (trzecia liga) CA Lannemezan, spadkowicza z Pro D2. W mieście z departamentu Pireneje Wysokie grał przez dwa sezony. W marcu 2011 roku Piorkowski ponownie został zgłoszony do polskich rozgrywek przez Orkana, jednak i tym razem nie wystąpił w żadnym meczu klubu z Sochaczewa.
We Francji w 2012 roku przeniósł się do Stade Rodez Aveyron. W zespole beniaminka Fédérale 1 występował razem z Michałem Krużyckim. Grał tam przez trzy sezony, po czym przeniósł się do Stade Niçois (2015–2016). W latach 2016–2021 i od 2022 występował w SC Appameen.

## Kariera reprezentacyjna
Piorkowski swoje pierwsze powołanie do reprezentacji Polski otrzymał w 2008 roku, kiedy wraz z kadrą rozegrał sparing z Nadziejami francuskiego klubu SC Albi. W meczu międzypaństwowym zadebiutował 30 maja 2009 roku, kiedy to Polska na Stadionie Polonii Warszawa pokonała Belgię. Piorkowski zmienił w tym meczu innego Francuza polskiego pochodzenia – Fabiena Kwartę.

### Statystyki
Wynik reprezentacji Polski zawsze podany w pierwszej kolejności.
| Drużyna narodowa | Rok  | Mecze | Punkty |
| ---------------- | ---- | ----- | ------ |
| Polska           |      |       |        |
| 2009             | 3    | 0     |        |
| 2010             | 1    | 0     |        |
| 2011             | 4    | 0     |        |
| 2012             | 1    | 0     |        |
| 2013             | 1    | 0     |        |
| Suma             | Suma | 10    | 0      |

| Występy w reprezentacji Polski | Występy w reprezentacji Polski | Występy w reprezentacji Polski | Występy w reprezentacji Polski | Występy w reprezentacji Polski | Występy w reprezentacji Polski |
| Lp.                            | Data                           | Stadion, miasto                | Przeciwnik                     | Wynik                          | Zdobyte punkty                 |
| ------------------------------ | ------------------------------ | ------------------------------ | ------------------------------ | ------------------------------ | ------------------------------ |
| 1.                             | 30.05.2009                     | Stadion Polonii, Warszawa      | Belgia                         | 14:3                           | 0                              |
| 2.                             | 12.09.2009                     | Stadion Spartak, Kijów         | Ukraina                        | 12:19                          | 0                              |
| 3.                             | 25.09.2009                     | Stadion Polonii, Warszawa      | Czechy                         | 5:19                           | 0                              |
| 4.                             | 9.10.2010                      | Stadion ragby Císařka, Praga   | Czechy                         | 15:20                          | 0                              |
| 5.                             | 12.03.2011                     | Narodowy Stadion Rugby, Gdynia | Belgia                         | 28:21                          | 0                              |
| 6.                             | 16.04.2011                     | Stadion Suche Stawy, Kraków    | Holandia                       | 32:18                          | 0                              |
| 7.                             | 15.10.2011                     | Stadion Sandecji, Nowy Sącz    | Czechy                         | 20:13                          | 0                              |
| 8.                             | 19.11.2011                     | Stadion MOSiR, Gdańsk          | Niemcy                         | 34:8                           | 0                              |
| 9.                             | 3.11.2012                      | Stadion MOSiR, Gdańsk          | Niemcy                         | 22:13                          | 0                              |
| 10.                            | 13.04.2013                     | Stadion Dinamo, Kiszyniów      | Mołdawia                       | 20:24                          | 0                              |